# Ніарчос (алмаз)
«Ніарчос» («Снігова королева») (англ. Niarchos (Ice Queen)) — безбарвний алмаз масою 426,5 карати було знайдено в 1954 р. у копальні «Прем'єр» (ПАР). В процесі обробки маса зменшилася до 62,6 %. Після огранки одержали 3 діаманти масою 197, 40 і 30 каратів.

У 1958 р. процес різання алмазу було показано в одній із програм «National Geographic». В 1991 р. продано за $1,87 млн шейху Ahmed Hassan Fitaihi з Саудівської Аравії.